# Jorge III del Reino Unido
Jorge III del Reino Unido (George William Frederick; Londres, 4 de junio de 1738-Windsor, 29 de enero de 1820) fue rey de Gran Bretaña y de Irlanda desde el 25 de octubre de 1760 hasta el 1 de enero de 1801, y a partir de entonces rey del Reino Unido de Gran Bretaña e Irlanda, unidos, hasta su muerte. Simultáneamente ostentó los títulos de duque de Brunswick-Lüneburg, elector de Hannover, duque de Bremen y príncipe de Verden (1760-1820). El Electorado se convirtió en el Reino de Hannover el 12 de octubre de 1814.
Fue el tercer monarca británico de la casa de Hannover, pero el primero en nacer en las islas británicas y usar el inglés como lengua materna. Durante su reinado, Gran Bretaña se alzó como la primera potencia dominante, extendió su poder por Norteamérica, incluyendo la conquista de Canadá tras la guerra de los Siete Años, ganó la supremacía en el océano y derrotó a Napoleón en las guerras napoleónicas. Pero sin duda alguna, Jorge III será recordado por la pérdida de las colonias, que formarían el núcleo de Estados Unidos.
Más tarde en su reinado, Jorge sufrió una recurrente y finalmente permanente enfermedad mental. En la actualidad se cree que padeció trastornos mentales y nerviosos como consecuencia de la porfiria, una enfermedad sanguínea que ha afectado a varios monarcas británicos. Recientemente, los científicos han descubierto altos niveles de arsénico en muestras de su cabello, por lo que se podría suponer que esta fue una posible causa de la locura y los problemas de salud del rey. El dramaturgo Alan Bennett escribió una obra de éxito sobre este tema, y el director Nicholas Hytner la llevó al cine con el título La locura del rey Jorge.
Después de una recaída final en 1810, su primogénito, Jorge, príncipe de Gales, gobernó como regente desde 1811. Tras la muerte de Jorge III, el príncipe de Gales le sucedió en el trono con el nombre de Jorge IV, sin ningún cambio en su autoridad.
A Jorge III se le conoció con el sobrenombre de «el Granjero Jorge», por sus modales simples y llanos.

## Primeros años de vida
Jorge Guillermo Federico (George William Frederick) nació prematuramente en Norfolk House, en Londres, a las 07:45 del 4 de junio de 1738, siendo el segundo hijo y primogénito varón de los nueve descendientes del príncipe Federico Luis de Gales y de Augusta de Sajonia-Gotha.
Como el príncipe Jorge había sido prematuro, fue bautizado inmediatamente después de nacer en Norfolk House por el obispo de Oxford, Thomas Secker. El bautismo público sería oficiado nuevamente en Norfolk House por el obispo Secker, el 4 de julio de 1738. Sus padrinos fueron el rey Federico I de Suecia (representado por Lord Baltimore), su tío materno, el duque Federico III de Sajonia-Gotha (representado por el duque de Chandos) y su tía-abuela, Sofía Dorotea de Hannover, reina de Prusia (representada por Lady Carlota Edwin, hija del duque de Hamilton).
Jorge II y su hijo el príncipe de Gales tenían una relación muy difícil. Jorge y sus hermanos fueron desterrados de la Corte en sus primeros años. En 1751, Federico Luis murió, dejando al príncipe Jorge el ducado de Edimburgo. El nuevo duque de Edimburgo era, entonces, el presuntivo heredero al trono, y fue nombrado posteriormente príncipe de Gales. Su madre, Augusta, desconfiaba de su suegro, el rey Jorge II; por ello, mantuvo al príncipe de Gales alejado de su abuelo. Una influencia importante en la infancia del nuevo príncipe de Gales fue John Stuart, 3er conde de Bute, que le serviría más tarde como primer ministro.

## Matrimonio y descendencia

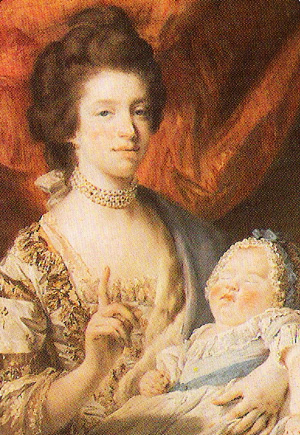
Pintura al pastel de la reina Carlota con su hija mayor Carlota, princesa real, Francis Cotes (1767)

Jorge, príncipe de Gales, heredó la corona cuando murió su abuelo, Jorge II, el 25 de octubre de 1760. Entonces, se organizó la búsqueda por toda Europa de una esposa conveniente. El 8 de septiembre de 1761, en la Capilla Real del palacio de St James, Jorge se casó con Carlota de Mecklemburgo-Strelitz. Dos semanas después, ambos fueron coronados en la abadía de Westminster.
Se dice que Jorge estuvo locamente enamorado de Lady Sarah Lennox, hija de Charles Lennox, II duque de Richmond, y realmente se estremeció cuando vio por primera vez a la poco agraciada Carlota, que conoció el mismo día de su boda. Sin embargo, siguió adelante con sus votos matrimoniales y, notablemente, nunca tomó una amante (en contraste con sus dos antecesores). Con el tiempo, la pareja real llegó a gozar de una auténtica felicidad doméstica. De esta unión nacieron 15 hijos:
- Jorge IV (palacio de St James, 12 de agosto de 1762-castillo de Windsor, 26 de junio de 1830), sucesor de su padre en el trono.
- Federico de York (palacio de Buckingham, 16 de agosto de 1763-Rutland House, 5 de enero de 1827), creado duque de York y de Albany (29 de noviembre de 1784).
- Guillermo IV (palacio de Buckingham, 21 de agosto de 1765-castillo de Windsor, 20 de junio de 1837), creado duque de Clarence y de St Andrews (1789); sucesor de su hermano mayor en el trono con el nombre de Guillermo IV.
- Carlota Augusta Matilde (palacio de Buckingham, 29 de septiembre de 1766-Ludwigsburg, 6 de octubre de 1828), creada princesa real (octubre de 1766) y formalmente desde el 22 de junio de 1789; casada con Federico I, rey de Wurttemberg.
- Eduardo Augusto (palacio de Buckingham, 2 de noviembre de 1767-Woodbrook Cottage, Sidmouth, Devon, 23 de enero de 1820), creado duque de Kent y de Strathearn (23 de abril de 1799). Fue el padre de la reina Victoria.
- Augusta Sofía (palacio de Buckingham, 8 de noviembre de 1768-Clarence House, 22 de septiembre de 1840).
- Isabel (palacio de Buckingham, 22 de mayo de 1770-Fráncfort del Meno, Hesse, 10 de enero de 1840), casada con el landgrave Federico VI de Hesse-Homburg.
- Ernesto Augusto (Queen's House, St James's Park, 5 de junio de 1771-Schloss Herrenhausen, 18 de noviembre de 1851), creado duque de Cumberland y de Teviotdale (29 de agosto de 1799); sucesor de su hermano Guillermo IV como rey de Hannover (20 de junio de 1837 a 1851).
- Augusto Federico (palacio de Buckingham, 27 de enero de 1773-palacio de Kensington, 21 de abril de 1843), creado duque de Sussex y conde de Inverness (27 de noviembre de 1801).
- Adolfo Federico (palacio de Buckingham, 24 de febrero de 1774-Cambridge House, Piccadilly, Londres, 8 de julio de 1850), creado duque de Cambridge y conde de Tipperary (17 de noviembre de 1801).
- María (palacio de St James, 25 de abril de 1776-Gloucester House, 30 de abril de 1857), casada con su primo Guillermo Federico de Hannover, duque de Gloucester y Edimburgo.
- Sofía (palacio de Buckingham, 3 de septiembre de 1777-Vicarage Place, Kensington, 25 de julio de 1848).
- Octavio (palacio de St James, 23 de febrero de 1779-palacio de Kew, 3 de mayo de 1783).
- Alfredo (castillo de Windsor, 22 de septiembre de 1780-castillo de Windsor, 20 de agosto de 1782).
- Amelia (castillo de Windsor, 7 de agosto de 1783-castillo de Windsor, 2 de noviembre de 1810).

## Revolución de las Trece Colonias

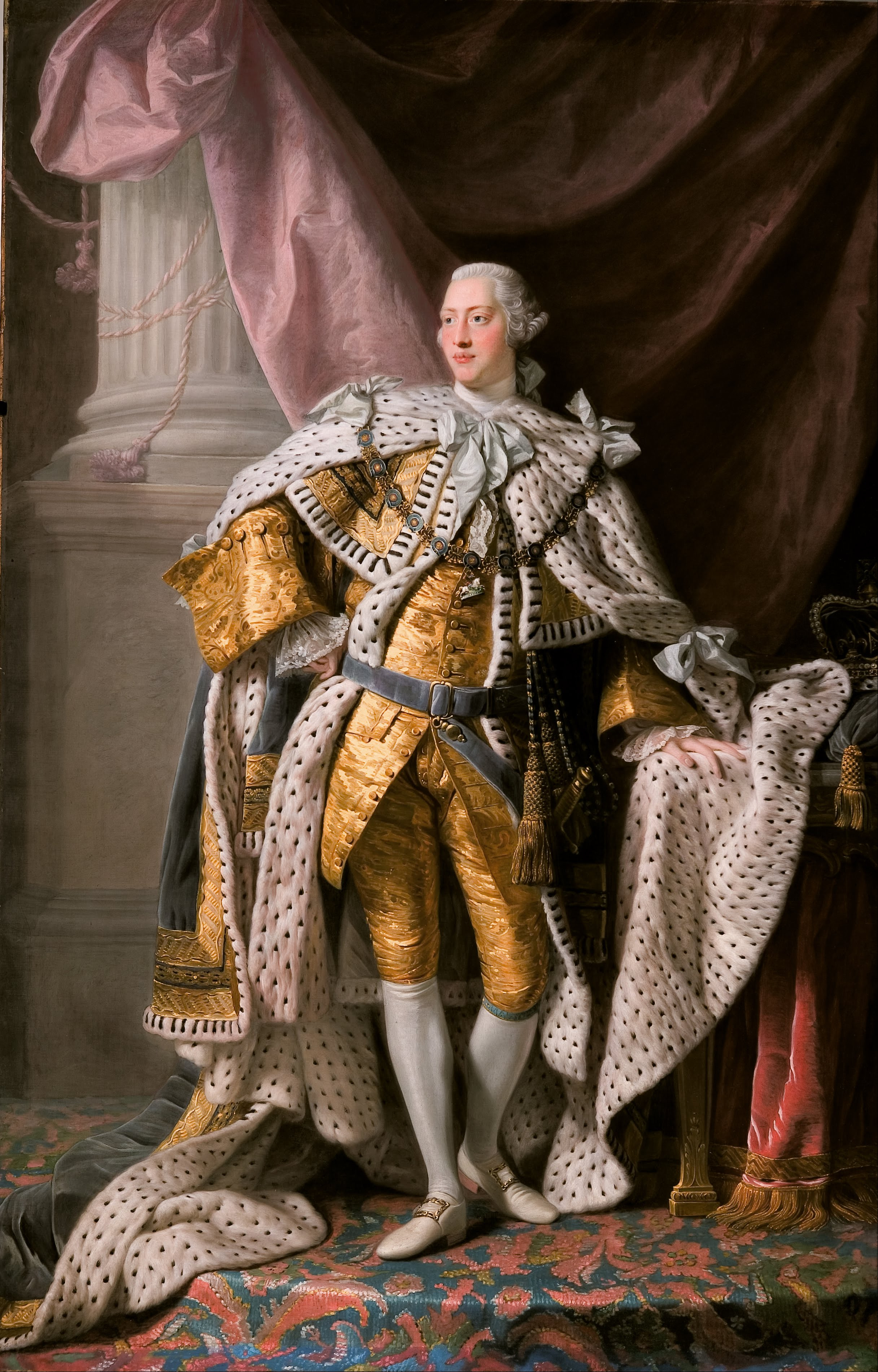
Retratado por Allan Ramsay, 1762

La década de 1760 estuvo marcada por la inestabilidad burocrática, que condujo a que los Whigs acusaran a Jorge III de ser un autócrata a la manera de Carlos I. El incompetente lord Bute dimitió en 1763, permitiendo a los Whigs volver al poder. Más tarde ese año, el gobierno británico publicó la Proclamación Real de 1763 que colocó un límite sobre la expansión al oeste de las colonias norteamericanas. El objetivo de la Proclamación era obligar a los colonos a negociar con los indios norteamericanos la compra legal de la tierra y, por lo tanto, reducir la costosa guerra fronteriza que había surgido por conflictos de territorios. La Línea de Proclamación, como sería conocida, fue increíblemente impopular entre los habitantes de las colonias británicas y al final se volvió otro obstáculo en la relación entre los colonos y el gobierno británico, que conduciría finalmente a la guerra. Con los colonos norteamericanos cada vez más reticentes en pagar los impuestos británicos, se hacía difícil para la Corona costear sus incursiones militares y la defensa de las colonias norteamericanas de levantamientos nativos. De este modo, después de que George Grenville fuera nombrado primer ministro, introdujo la Ley del Timbre, que impuso un impuesto de timbres en todo el papel impreso en las colonias británicas en Norteamérica. Grenville intentó reducir a Jorge III a una mera marioneta. El rey solicitó a William Pitt el Viejo que aceptara el cargo de primer ministro, pero este rehusó. Jorge III entonces se decidió por el marqués de Rockingham, Charles Watson-Wentworth, y despidió a Grenville en 1765.

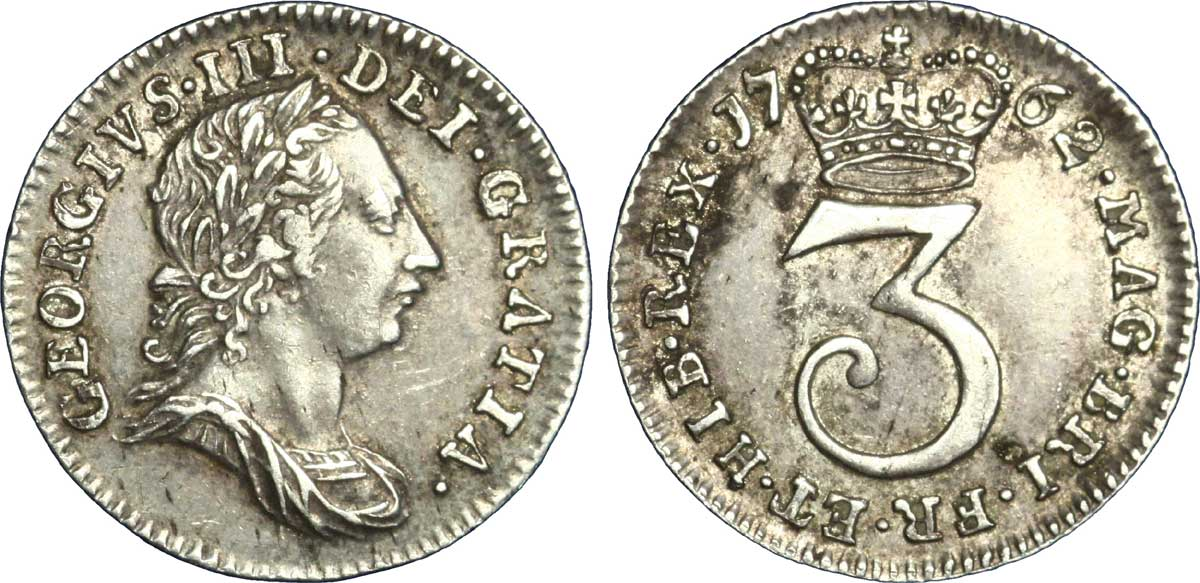
Efigie de Jorge III, 1762.

Lord Rockingham revocó la impopular Ley del Timbre de Grenville. No obstante, tuvo que afrontar considerables desacuerdos dentro del mismo Parlamento, y fue sustituido en 1766 por William Pitt, a quien el rey nombró conde de Chatham. Lord Chatham resultó estar a favor de los norteamericanos, criticando las actitudes ásperas de sus colegas hacia los colonos. Jorge III, sin embargo, estimó que el deber principal de los colonos era someterse a él y a Gran Bretaña y se ofendió por la actitud rebelde de los norteamericanos. Lord Chatham enfermó en 1767, permitiendo al duque de Grafton Augustus FitzRoy encargarse del gobierno (aunque no obtuvo el cargo de primer ministro de manera formal hasta 1768). Los ataques políticos que sufrió le llevaron a renunciar en 1770, con lo que los Tories volvieron al poder.
El gobierno del nuevo primer ministro, Frederick North, estuvo principalmente afectado por la guerra de Independencia de los Estados Unidos. Los habitantes de las Trece Colonias se mostraron cada vez más hostiles a las tentativas británicas de imponer impuestos en las colonias. En el Motín del té de 1773, una muchedumbre lanzó al mar más de 340 cajones de té en el puerto de Boston como protesta política. En respuesta, Lord North introdujo las Leyes Punitivas (también conocidas como las Leyes Coactivas o las Leyes Intolerables por los colonos). El puerto de Boston fue cerrado y se suspendieron las elecciones legislativas en la colonia de Massachusetts.

## Guerra de Independencia de los Estados Unidos

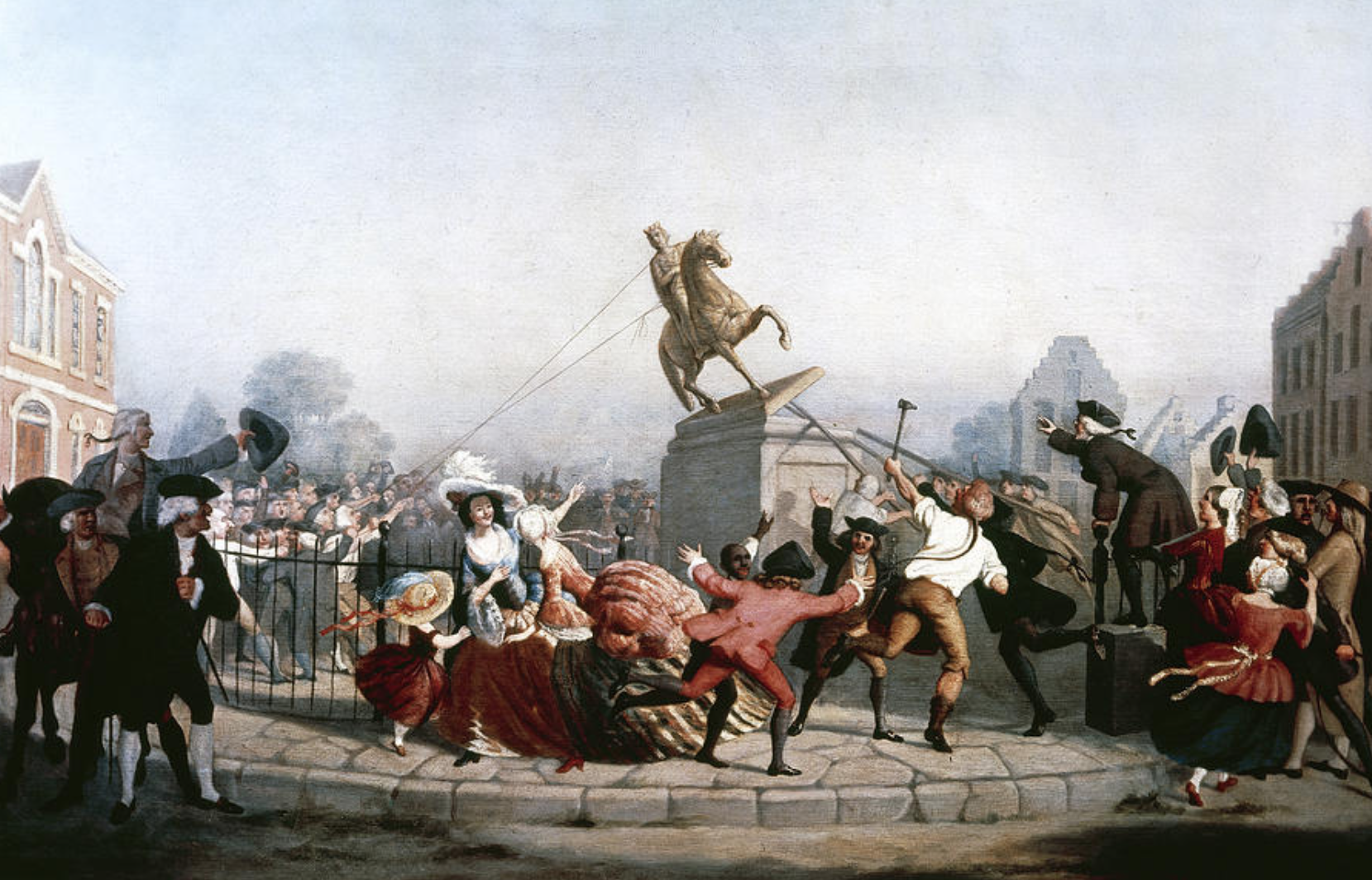
El derribo de la estatua ecuestre de Jorge III en Bowling Green, Nueva York, en 1776.

El conflicto armado estalló en América en 1775. Algunos delegados del Segundo Congreso Continental redactaron una oferta de paz conocida como la Petición de la rama de olivo asegurando lealtad al rey pero requiriendo negociaciones sobre las leyes impuestas desde Londres, pero los enfrentamientos ya habían surgido cuando el documento llegó a la corte británica. El 4 de julio de 1776 (Día de la Independencia de Estados Unidos), los delegados de las Trece Colonias en el Congreso Continental finalmente suscribieron el documento declarando su independencia de la Corona. Este documento, la Declaración de Independencia de los Estados Unidos redactada por Thomas Jefferson hizo varios cargos políticos contra el rey, la legislatura y el pueblo. Entre otras muchas ofensas de las que se responsabiliza a Jorge III, la Declaración lo culpa: «Ha abandonado nuestro Gobierno... Ha asolado nuestros mares, devastado nuestras costas, quemado nuestras ciudades y destruido nuestras vidas».
Jorge III se indignó cuando se enteró de las opiniones de los colonos. Aunque la guerra contra las Trece Colonias le fue favorable a Gran Bretaña en un comienzo, la situación cambió completamente después de la rendición del teniente-general británico John Burgoyne en la batalla de Saratoga (19 de septiembre y 17 de octubre de 1777). En 1778, Francia firmó un "Tratado de Amistad" con los nuevos Estados Unidos, reconociéndole como estado soberano y -sobre todo- aceptando otorgarle ayuda militar en tropas y armamentos. Lord North pidió dimitir en favor de William Pitt, I conde de Chatham, a quien consideraba más capaz de afrontar la situación. Jorge III, sin embargo, hizo oídos sordos a tales sugerencias; sugiriendo que Lord Chatham era un ministro subordinado a la administración de Lord North. Lord Chatham rechazó cooperar, y murió ese mismo año. El "Tratado de Amistad" de los colonos norteamericanos ponía a Gran Bretaña en guerra con Francia, y en 1779 lo estaba también con España, que también suscribía acuerdos similares con las Trece Colonias.
En esos años Jorge III trató obstinadamente de mantener a Gran Bretaña en guerra contra los rebeldes en América, a pesar de las opiniones de sus propios ministros que veían cada vez más lejano un triunfo sobre las Trece Colonias. Granville Leveson-Gower, II conde de Gower y Thomas Thynne, III vizconde de Weymouth dimitieron antes que sufrir la indignidad de tener que ver con la guerra. Lord North informó a Jorge III que su opinión coincidía con la de sus colegas renunciantes, pero se quedó en su cargo.
En 1781, llegaron a Londres las noticias de la capitulación de Charles Cornwallis, 1.er marqués Cornwallis tras la Batalla de Yorktown (1781) en octubre de ese año; el tory Lord North dimitió al año siguiente (1782). Jorge III admitió finalmente la derrota en Norteamérica y aceptó entrar en negociaciones de paz. El Tratado de París y el asociado Tratado de Versalles fueron ratificados en 1783. El primer tratado aseguró el reconocimiento de los nuevos Estados Unidos por Gran Bretaña. El segundo tratado estipuló que Gran Bretaña devolvería Florida a España y concedería acceso a las aguas de Terranova a Francia.
Se hicieron cambios en la estructura del gobierno británico después de la pérdida de las colonias. Desde 1660 había dos funcionarios de gabinete principales, conocidos como la Secretaría de Estado para el Departamento del Sur y la Secretaría de Estado para el Departamento del Norte. El primero era responsable del Sur de Inglaterra, Irlanda y las relaciones con naciones europeas no protestantes, y el segundo del Norte de Inglaterra, Escocia y las relaciones con naciones europeas protestantes. La Secretaría de Estado para el Departamento del Sur fue responsable de las colonias hasta 1768, cuando esta responsabilidad pasó a la Secretaría de Estado para las Colonias. Las tres Secretarías fueron abolidas en 1782 después de que los británicos perdieran las colonias en Norteamérica, y fueron sustituidas por dos nuevas secretarías, la del Ministerio de Asuntos Exteriores y la del Ministerio del Interior.
En 1782, después de doce años en el cargo, el ministerio de lord North terminó. El Whig lord Rockingham se convirtió por segunda vez en primer ministro, pero murió pocos meses después. El rey eligió entonces a William Petty, II conde de Shelburne para reemplazarle. Charles James Fox, sin embargo, rechazó estar bajo la administración de Lord Shelburne y exigió el nombramiento de William Henry Cavendish-Bentinck, III duque de Portland. En 1783, la Cámara de los Comunes obligó a Lord Shelburne a dejar el cargo y fue reemplazado por la Coalición Fox-North. El duque de Portland fue designado primer ministro; Fox y Lord North, quienes se quedaron con los Ministerios de Asuntos Exteriores y del Interior, respectivamente, fueron los que realmente ostentaron el poder, siendo el duque de Portland una figura decorativa.
Jorge III estaba disgustado por haber sido obligado a designar ministros que no eran de su agrado, pero el ministerio de Portland rápidamente se consolidó con la mayoría en la Cámara de los Comunes, y no podía ser fácilmente desplazado. El rey se molestó seriamente cuando el Gobierno aprobó la Ley de Indias. Inmediatamente después de que la Cámara de los Comunes la votase, Jorge III informó a la Cámara de los Lores que consideraría enemigo personal a todo aquel que votara a favor de la Ley. El 17 de diciembre de 1783, la Ley fue rechazada por los Lores; al día siguiente, el ministro Portland fue despedido, y William Pitt el Joven fue designado nuevo primer ministro. Jorge III disolvió el Parlamento en marzo de 1784; las elecciones siguientes dieron a Pitt un sólido apoyo parlamentario.

## Ministerio de William Pitt y locura del rey
Para Jorge III, la elección de William Pitt el Joven fue una gran victoria. El rey sentía que el panorama probaba que él todavía tenía el poder de designar a los Primeros Ministros sin tener que apoyarse en ningún grupo parlamentario. A lo largo del ministerio de Pitt, Jorge III apoyó con entusiasmo muchas de sus políticas. Para ayudar a Pitt, Jorge III creó nuevos títulos nobles en un tiempo récord. Los nuevos pares llenaron la Cámara de los Lores, permitiendo que Pitt conservara una firme mayoría.
Durante el ministerio de Pitt, Jorge III fue extremadamente popular. El público apoyó los viajes exploratorios al océano Pacífico. Jorge III también ayudó a la Royal Academy con grandes concesiones económicas de sus fondos privados. Además, los británicos admiraban la fidelidad que el rey profesaba a su esposa, al contrario de sus dos antecesores. Se hicieron también grandes avances en diversos campos, tales como la ciencia y la industria.
La salud personal de Jorge III, sin embargo, estaba en muy malas condiciones. Sufría una enfermedad mental, que ahora se cree era un síntoma de la porfiria (estudios realizados en 2004 de muestras capilares del rey revelaron niveles extremadamente altos de arsénico, un causante posible de la enfermedad). Anteriormente, el rey había sufrido un breve episodio de la enfermedad en 1765, pero comenzó una crisis más larga en 1788. Pese a que ya estaba enfermo en el verano de 1788, Jorge III se sentía lo suficientemente sano como para aplazar la convocatoria del Parlamento del 25 de septiembre al 20 de noviembre. Durante este intervalo, sin embargo, Jorge III mostró síntomas de demencia imposibles de ignorar y representó una amenaza a su propia vida. Cuando el Parlamento se reunió de nuevo en noviembre, el rey no podía, como era costumbre, hacer su discurso inaugural para señalar la agenda para la próxima sesión legislativa. Según una práctica establecida desde hace mucho tiempo, el Parlamento no podía iniciar sus sesiones hasta que el rey hubiera hecho el Discurso del Trono. El Parlamento, sin embargo, no hizo caso de esta costumbre y comenzó a discutir las provisiones para establecer una regencia.

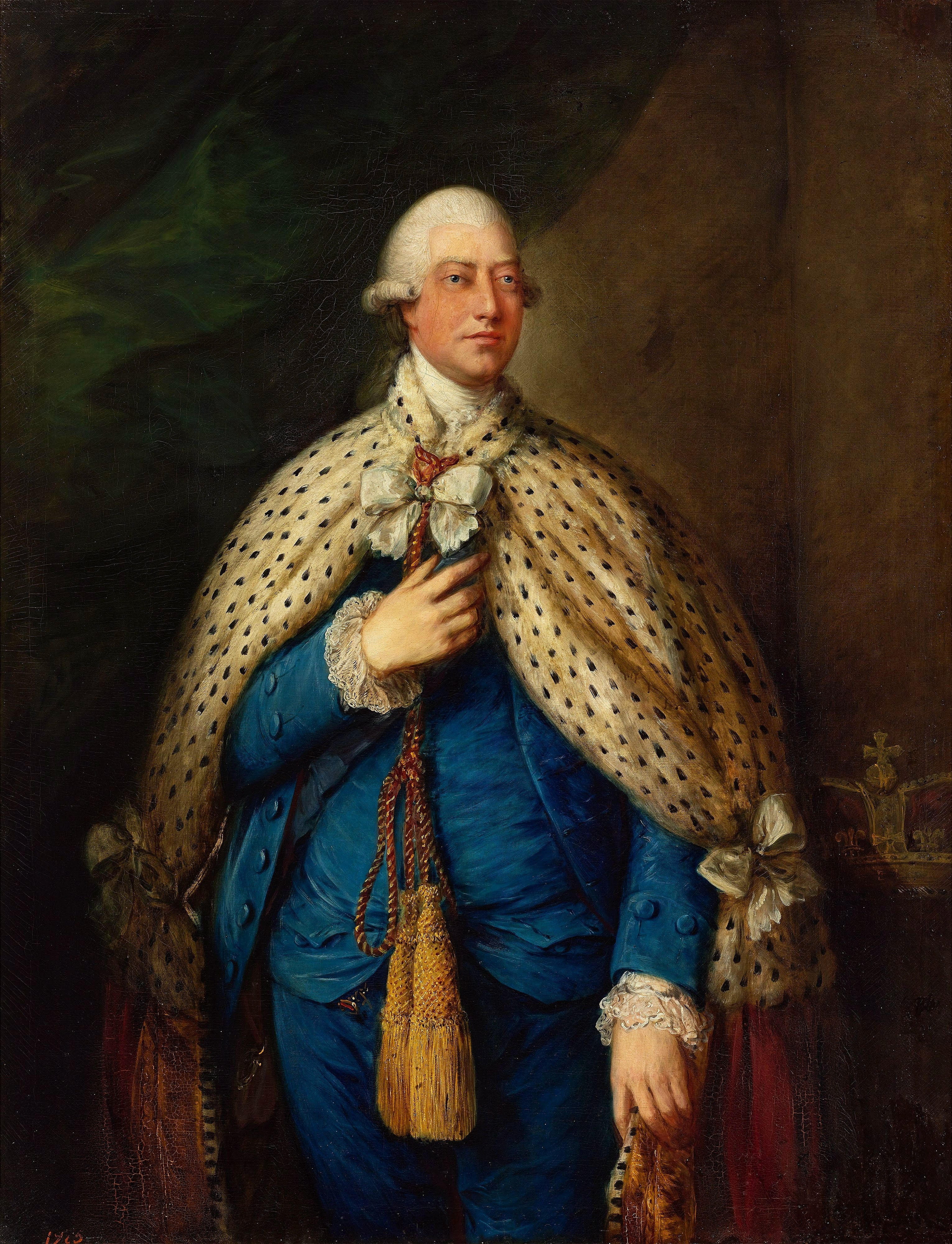
Retrato del rey, realizado por Thomas Gainsborough, en 1785

Charles James Fox y William Pitt discutieron quién tenía el legítimo derecho a asumir el control del gobierno durante la enfermedad mental del soberano. Aunque ambas partes convinieron que lo más razonable sería que ocupase la Regencia el hijo mayor de Jorge III, el príncipe de Gales y heredero del trono británico, discreparon sobre las bases que tendría la regencia. Fox sugirió que el príncipe de Gales tenía el legítimo derecho de actuar en nombre de su padre enfermo; Pitt rebatió diciendo que lo mejor era que el Parlamento nombrara al Regente.
Los procedimientos a seguir fueron retrasados, preguntándose el pueblo qué autoridad tenía el Parlamento para nombrar una regencia, mientras que su primera sesión ni siquiera había sido abierta formalmente por el soberano. Pitt propuso la solución al problema, basándose en una desconocida y fraudulenta ley inglesa que permitía la delegación de funciones del monarca de modo excepcional. Como algo preestablecido desde hacía mucho, el soberano podía delegar muchas de sus funciones en los Lores Comisionados mediante Letras Patentes, que eran validadas por la estampa del Gran Sello Real. Se propuso que el guardián del Gran Sello, el Lord Canciller, estampara el sello en una Letra Patente donde el rey supuestamente delegaba algunas facultades, pero obviamente sin el consentimiento del demente soberano. Aunque tal acción era ilegal, Pitt sabía que no sería posible cuestionar la validez de las Letras Patentes, pues la presencia del Gran Sello sería algo concluyente en la Corte.
El segundo hijo de Jorge III, el príncipe Federico, duque de York, denunció la propuesta de Pitt como «inconstitucional e ilegal». No obstante, designaron a los Lores Comisionados y el Parlamento empezó sus sesiones debido a la urgencia de la situación. En febrero de 1789, se envió a la Cámara de los Comunes una Ley de Regencia, autorizando al príncipe de Gales a actuar como regente, que fue aprobada. Pero antes de que la Cámara de los Lores la votase, Jorge III se recuperó de su enfermedad gracias a los cuidados del doctor Francis Willis. Ciertamente el rey confirmó las acciones de los Lores Comisionados como válidas, pero reasumió el control total del gobierno.

## Guerras napoleónicas

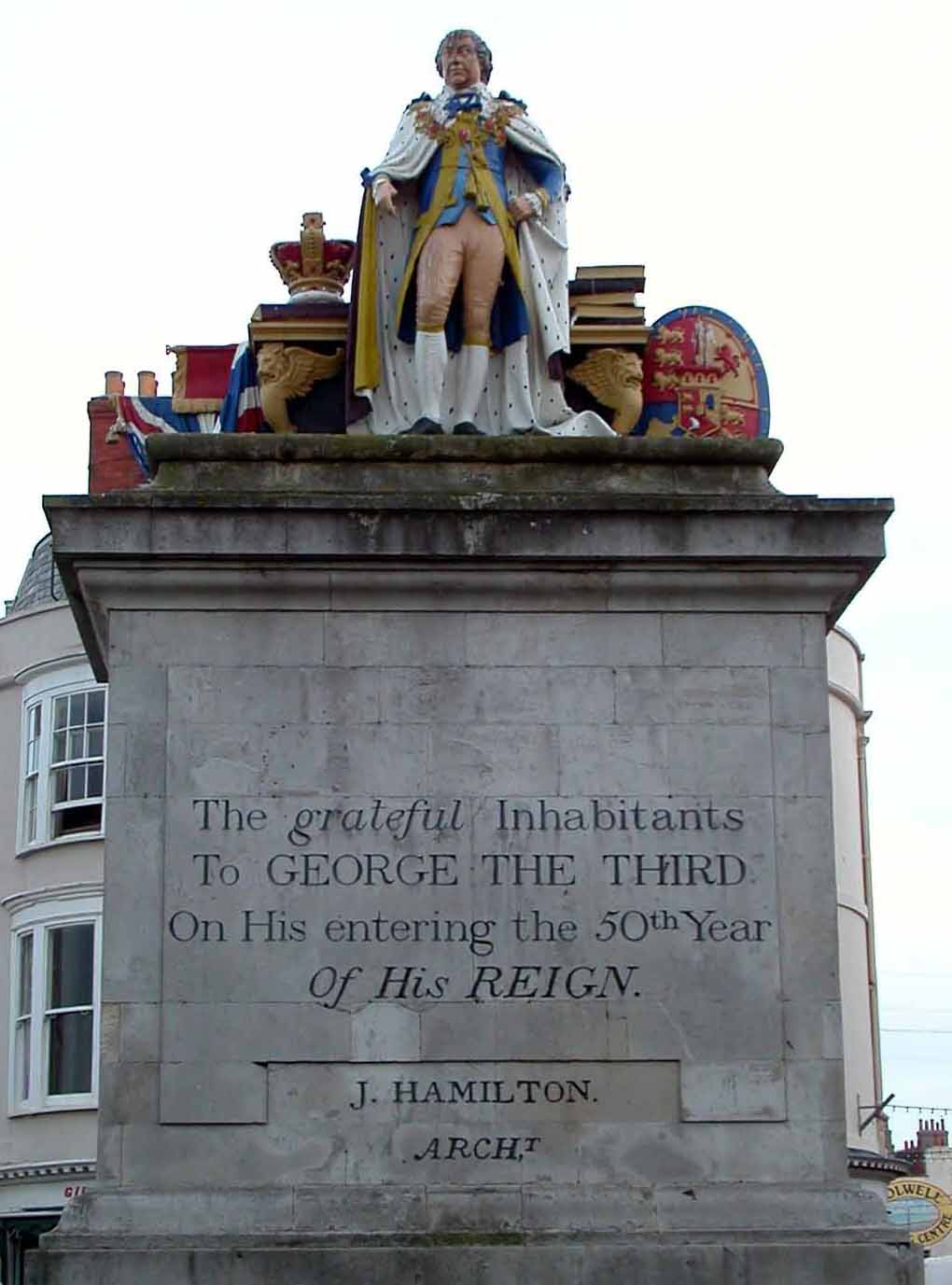
Estatua de Jorge III en Weymouth

Después de que Jorge III se recuperara de su enfermedad, su prestigio aumentó considerablemente. La Revolución francesa, en la cual la monarquía francesa había sido derrocada, preocupó a muchos terratenientes británicos. Francia declaró posteriormente la guerra a Gran Bretaña en 1793, y Jorge III pronto representó la resistencia británica. El rey permitió que Pitt aumentara los impuestos, formara ejércitos y suspendiera el privilegio de la escritura de los habeas corpus por el inicio de la guerra.
Por bien preparada que Gran Bretaña estuviese, Francia era más fuerte. La Primera Coalición (que incluía a Austria, Prusia y España) fue derrotada en 1798. La Segunda Coalición (que comprendía a Austria, Rusia y el Imperio otomano) fue vencida en 1800. Al final, Gran Bretaña tuvo que luchar sola contra Napoleón Bonaparte.
En aquel mismo año de 1800, una breve tregua permitió a Pitt centrar sus esfuerzos en Irlanda, donde había habido un levantamiento popular en 1798 con colaboración y desembarco de tropas francesas. El Parlamento aprobó entonces el Acta de Unión de 1800, que establecía que, a partir del 1 de enero de 1801, el Reino de Gran Bretaña y el Reino de Irlanda se convertirían en una sola nación, conocida como el Reino Unido de Gran Bretaña e Irlanda. Jorge III aprovechó la oportunidad para renunciar a toda reclamación sobre el trono de Francia, algo que soberanos ingleses y británicos habían mantenido desde el reinado de Eduardo III. Algunas veces se sugiere que Jorge III aceptó abandonar sus pretensiones conforme a lo estipulado en el Tratado de París o en el Tratado de Amiens. Cronológicamente, esto no tendría ninguna lógica; el Tratado de París fue firmado en 1783 y el Tratado de Amiens en 1802 (después de que Jorge III hubiera renunciado formalmente al trono de Francia). Se ha sugerido que a Jorge se le ofreció el título de "Emperador de los Británicos y de Hannover", pero lo rechazó. A. G. Stapleton escribió que Jorge III «sintió que su verdadera dignidad consistía en lo que era sabido en Europa y el mundo entero, el adecuado e indiscutible estilo que pertenecía a la corona británica».
La impopularidad de Pitt aumentó cuando planeó quitar ciertas incapacidades legales que se habían aplicado a los católicos después de la Unión. Jorge III declaró que estos "emancipados" católicos le habían hecho violar su juramento de coronación, en el cual los soberanos prometían mantener el protestantismo. El rey exclamó: «¿Dónde está el poder en la tierra que pueda absolverme de la observancia de cada oración de aquel juramento, particularmente en el que me está requiriendo mantener la reformada religión protestante?... No, no, prefiriría pedir mi pan de puerta en puerta a través de Europa, que consentir cualquier medida a favor de los católicos. Puedo renunciar a mi corona y retirarme del poder. Puedo abandonar mi palacio y vivir en una cabaña. Puedo poner mi cabeza en el patíbulo y perder la vida, pero no puedo romper mi juramento».
Frente a la clara oposición a sus políticas religiosas, Pitt amenazó con dimitir. Entretanto, el rey sufrió otro ataque de locura, pero se recuperó rápidamente. El 14 de marzo de 1801 Pitt fue formalmente sustituido por el portavoz de la Cámara de los Comunes, Henry Addington, vizconde de Sidmouth. Como Addington era un amigo próximo, Pitt permaneció como su consejero privado. El ministerio de Addington fue particularmente intrascendente, pues no se hizo casi ninguna reforma o se tomaron nuevas medidas. De hecho, la nación estaba fuertemente en contra de cualquier idea de reforma, ante el temor de que se reprodujera la Revolución francesa. Aunque llamaron un comportamiento pacificador en el Reino Unido, el público deseó una acción fuerte en Europa, pero Addington no pudo hacerlo. En octubre de 1801, hizo las paces con Francia, y en 1802 se firmó el Tratado de Amiens.
Jorge III no consideraba la paz con Francia como «verdadera», sino que era nada más un experimento. En 1803, las dos naciones se volvieron a declarar la guerra. En 1804, Jorge III se vio nuevamente afectado por la porfiria; tan pronto como fue capaz de continuar su gobierno, descubrió que Henry Addington era odiado por el público y que no era confiable para dirigir la nación en guerra. En su lugar, el público tendió a poner más fe en William Pitt el Joven. Pitt intentó designar a Charles James Fox en su ministerio, pero Jorge III lo rechazó. El rey tenía aversión a Fox, que había animado al príncipe de Gales a que llevara una vida extravagante y costosa. William Wyndham Grenville, I barón Grenville, percibió esto como una injusticia a Fox, y rechazó entrar en el nuevo ministerio.
Pitt se concentró entonces en formar una coalición con Austria, Rusia y Suecia. La Tercera Coalición, sin embargo, tuvo el mismo final que la Primera y Segunda Coaliciones, siendo derrotada en 1805. Una invasión de Napoleón parecía inminente, pero la posibilidad desapareció después de que el Vicealmirante Horatio Nelson, I vizconde Nelson, obtuviera la célebre victoria en la batalla de Trafalgar del 21 de octubre de 1805.
Los reveses en Europa afectaron la salud de William Pitt. Tras su muerte en 1806, se abrió de nuevo la cuestión de quién debía servir en el ministerio. Lord Grenville fue nombrado primer ministro, y en su «Ministerio de todos los talentos» incluyó a Charles James Fox. El rey estaba extremadamente en desacuerdo pero fue forzado a capitular ante el nombramiento. Después de la muerte de Fox en septiembre de 1806, el rey y el ministerio entraron en conflicto abierto. El ministerio había propuesto una medida para que se permitiera a los católicos desempeñar servicio activo en las fuerzas armadas. Jorge III no solo había mandado anular dicha medida, sino que también llegó a un acuerdo de que nunca se volviera a tratar de introducir tal medida. Los ministros acordaron desestimar la medida entonces pendiente, pero desestimaron rechazarla en el futuro. En 1807, todos los ministros de la administración Pitt fueron despedidos y sustituidos por el duque de Portland como el primer ministro nominal, con el poder real en las manos del canciller de Hacienda Spencer Perceval. Disolvieron el Parlamento y las elecciones subsiguientes dieron al ministerio una mayoría fuerte en la Cámara de los Comunes. Jorge III no tomó ninguna otra decisión política importante durante su reinado; el reemplazo del duque de Portland por Perceval era de poca importancia.

## Últimos años de vida

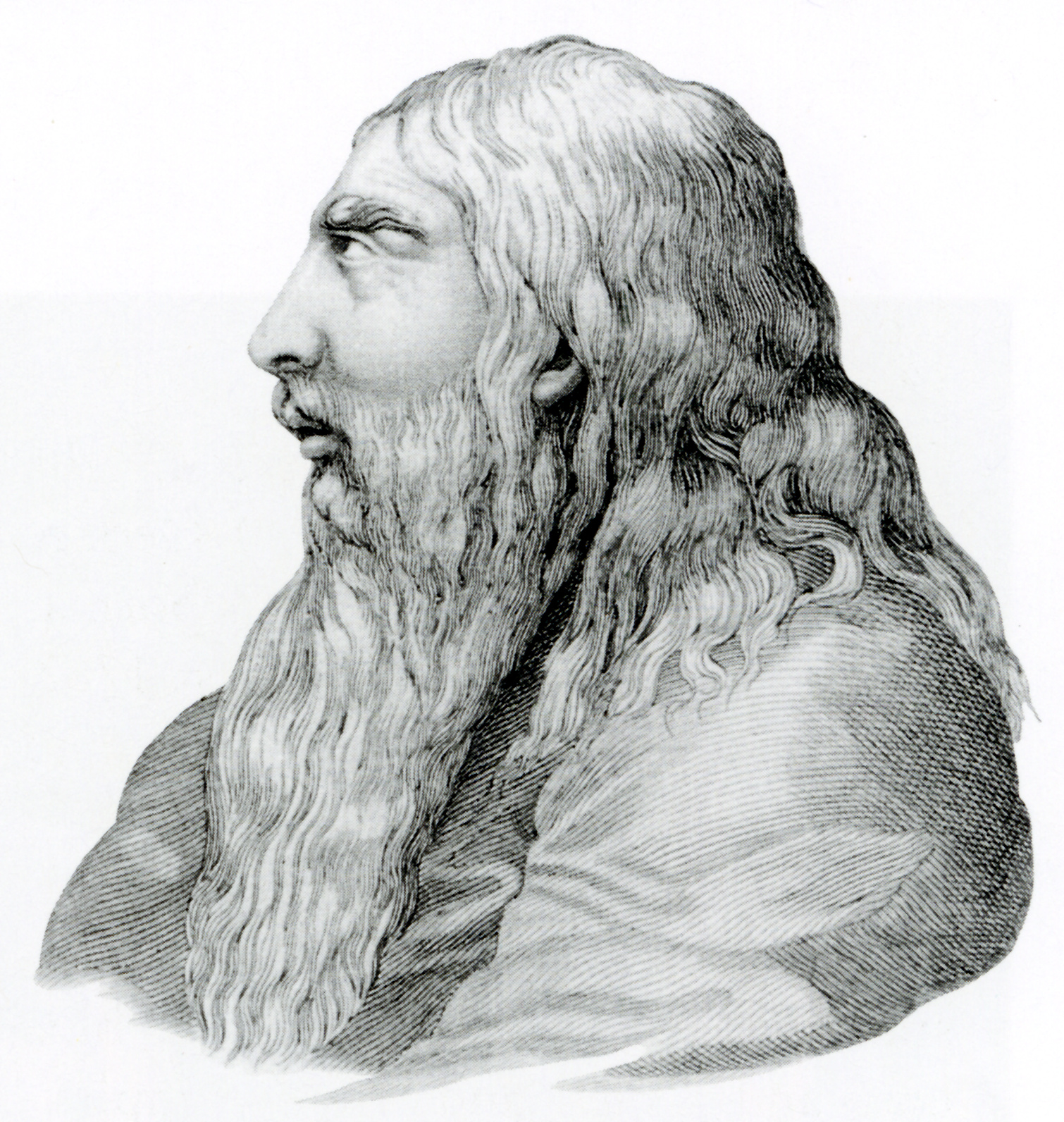
Grabado de Jorge III durante los últimos años de su vida, realizado por Henry Meyer

En 1810, Jorge III se puso peligrosamente enfermo, siendo la causa posible de esta brusca recaída la muerte de su adorada hija menor, la princesa Amelia, víctima de erisipela o de porfiria. El envenenamiento por arsénico es también una causa verosímil de su muerte. Para 1811, Jorge III había quedado permanentemente loco y se decidió confinarlo en el castillo de Windsor hasta su muerte. Algunas veces hablaba sin pausa durante horas, decía que conversaba con los ángeles y saludó una vez a un roble que según él era el rey Federico Guillermo III de Prusia. Sus doctores le administraron el "Polvo de James" (una combinación de calomelano y emético tártaro) y lo sangraron regularmente. También aconsejaron que se bañara en el mar, lo cual llegó a hacer delante de su pueblo.

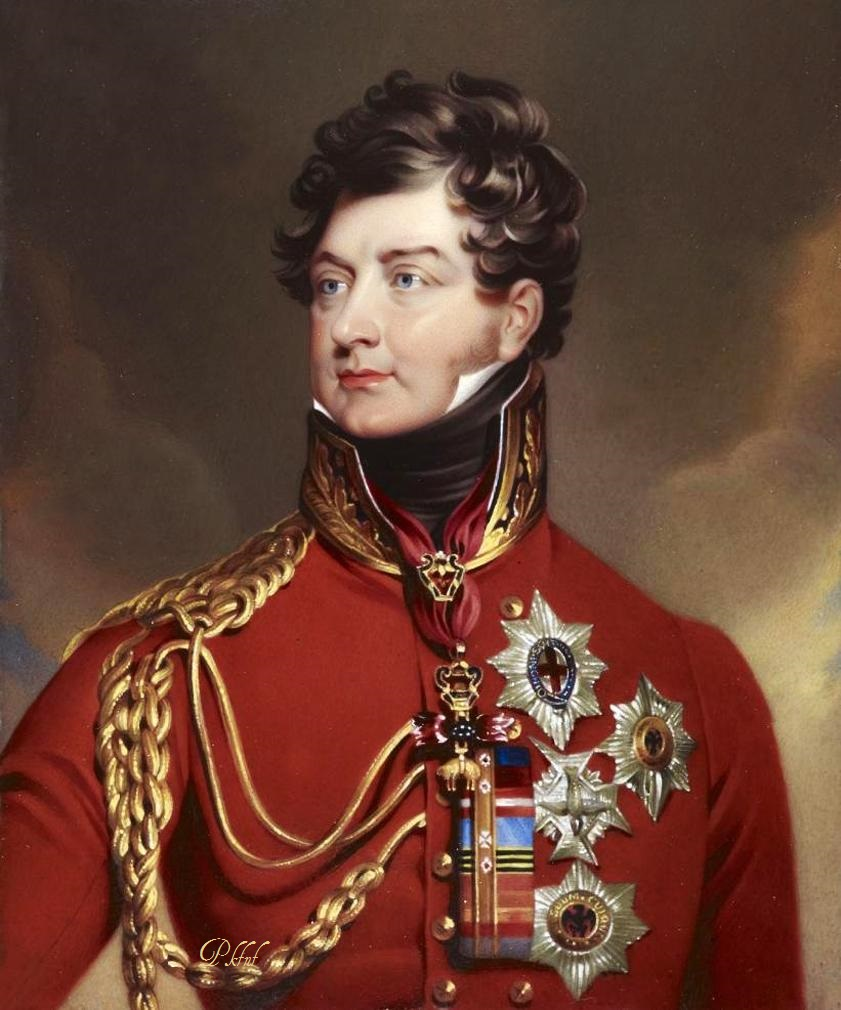
Jorge, príncipe de Gales, actuó como regente desde 1811 hasta la muerte del rey en 1820

El Parlamento aprobó en 1811 el Acta de Regencia, en la cual el asentimiento real fue concedido por los lores comisionados (quienes fueron designados bajo el mismo procedimiento irregular que fue adoptado en 1788). El príncipe de Gales actuó desde entonces como regente durante el resto de la vida de Jorge III.
Spencer Perceval fue asesinado en 1812 (siendo el único primer ministro británico en tener este final) y sustituido por Robert Banks Jenkinson, II conde de Liverpool. Lord Liverpool supervisó la victoria británica en las guerras napoleónicas. El subsecuente Congreso de Viena dio aumentos territoriales significativos para Hannover, que fue elevada de electorado a reino (12 de octubre de 1814).
Mientras tanto, la salud de Jorge III se deterioraba. En la Navidad de 1819, sufrió otro ataque de locura y habló incoherencias durante 58 horas, al final de las cuales entró en coma. 

## Muerte
El 29 de enero de 1820 murió Jorge III, ciego, sordo y loco, en el castillo de Windsor, a los 81 años de edad. Fue sepultado el 16 de febrero en la capilla de San Jorge, en Windsor.
El rey Jorge III fue sucedido por el primero de sus hijos Jorge, príncipe de Gales quien tomó el nombre de Jorge IV. La hija de Jorge IV, la princesa Carlota Augusta había fallecido en 1817 junto con su bebé, que era bisnieto de Jorge III, perdiéndose así la línea directa del príncipe de Gales.
Cuando murió Jorge IV sin descendencia directa, el príncipe Guillermo, duque de Clarence le sucedió en el trono, tomando el nombre de Guillermo IV. 
Guillermo IV, quien tampoco dejó hijos legítimos tras su muerte, fue sucedido en el trono por su sobrina, Victoria, hija del príncipe Eduardo, duque de Kent, quien había muerto en 1820. Victoria sería la última monarca de la casa de Hannover.
Al morir, Jorge III contaba con el récord de mayor tiempo en el trono de un monarca británico, con 59 años y 96 días en el trono; este récord fue desplazado por su nieta la reina Victoria quien reinó 63 años y 216 días y posteriormente por la tataranieta de Victoria, la reina Isabel II, quien reinó 70 años y 214 días.

## Títulos
| ● 4 de junio de 1738-31 de marzo de 1751:    | Su alteza real el príncipe Jorge     |
| ● 31 de marzo de 1751-20 de abril de 1751:   | Su alteza real el duque de Edimburgo |
| ● 20 de abril de 1751-25 de octubre de 1760: | Su alteza real el príncipe de Gales  |
| ● 25 de octubre de 1760-29 de enero de 1820: | Su majestad el rey                   |

## Ancestros
| \| \| \| \| \| \| \| \| \| \| \| \| \| \| \| \| \| \| \| \| 16. Ernesto Augusto de Brunswick-Luneburgo \| \| \| \| \| \| \| \| \| \| \| \| \| \| \| \| \| \| \| \| \| \| \| \| \| \| \| \| \| \| \| \| \| \| \| \| \| \| \| \| \| \| \| \| \| \| \| \| \| \| \| \| \| \| 8. Jorge I de Gran Bretaña \| \| \| \| \| \| \| \| \| \| \| \| \| \| \| \| \| \| \| \| \| \| \| \| \| \| \| \| \| \| \| \| \| \| \| \| \| \| \| \| \| \| \| \| \| \| \| \| \| \| \| \| \| \| 17. Sofía de Wittelsbach \| \| \| \| \| \| \| \| \| \| \| \| \| \| \| \| \| \| \| \| \| \| \| \| \| \| \| \| \| \| \| \| \| \| \| \| \| \| \| \| \| \| \| \| \| \| \| \| \| \| \| \| \| \| 4. Jorge II de Gran Bretaña \| \| \| \| \| \| \| \| \| \| \| \| \| \| \| \| \| \| \| \| \| \| \| \| \| \| \| \| \| \| \| \| \| \| \| \| \| \| \| \| \| \| \| \| \| \| \| \| \| \| \| \| \| \| 18. Jorge Guillermo de Brunswick-Luneburgo \| \| \| \| \| \| \| \| \| \| \| \| \| \| \| \| \| \| \| \| \| \| \| \| \| \| \| \| \| \| \| \| \| \| \| \| \| \| \| \| \| \| \| \| \| \| \| \| \| \| \| \| \| \| 9. Sofía Dorotea de Brunswick-Luneburgo \| \| \| \| \| \| \| \| \| \| \| \| \| \| \| \| \| \| \| \| \| \| \| \| \| \| \| \| \| \| \| \| \| \| \| \| \| \| \| \| \| \| \| \| \| \| \| \| \| \| \| \| \| \| 19. Leonor Desmier d'Olbreuse \| \| \| \| \| \| \| \| \| \| \| \| \| \| \| \| \| \| \| \| \| \| \| \| \| \| \| \| \| \| \| \| \| \| \| \| \| \| \| \| \| \| \| \| \| \| \| \| \| \| \| \| \| \| 2. Federico Luis de Gran Bretaña \| \| \| \| \| \| \| \| \| \| \| \| \| \| \| \| \| \| \| \| \| \| \| \| \| \| \| \| \| \| \| \| \| \| \| \| \| \| \| \| \| \| \| \| \| \| \| \| \| \| \| \| \| \| 20. Alberto II de Brandeburgo-Ansbach \| \| \| \| \| \| \| \| \| \| \| \| \| \| \| \| \| \| \| \| \| \| \| \| \| \| \| \| \| \| \| \| \| \| \| \| \| \| \| \| \| \| \| \| \| \| \| \| \| \| \| \| \| \| 10. Juan Federico de Brandeburgo-Ansbach \| \| \| \| \| \| \| \| \| \| \| \| \| \| \| \| \| \| \| \| \| \| \| \| \| \| \| \| \| \| \| \| \| \| \| \| \| \| \| \| \| \| \| \| \| \| \| \| \| \| \| \| \| \| 21. Sofía Margarita de Oettingen-Oettingen \| \| \| \| \| \| \| \| \| \| \| \| \| \| \| \| \| \| \| \| \| \| \| \| \| \| \| \| \| \| \| \| \| \| \| \| \| \| \| \| \| \| \| \| \| \| \| \| \| \| \| \| \| \| 5. Carolina de Brandeburgo-Ansbach \| \| \| \| \| \| \| \| \| \| \| \| \| \| \| \| \| \| \| \| \| \| \| \| \| \| \| \| \| \| \| \| \| \| \| \| \| \| \| \| \| \| \| \| \| \| \| \| \| \| \| \| \| \| 22. Juan Jorge I de Sajonia-Eisenach \| \| \| \| \| \| \| \| \| \| \| \| \| \| \| \| \| \| \| \| \| \| \| \| \| \| \| \| \| \| \| \| \| \| \| \| \| \| \| \| \| \| \| \| \| \| \| \| \| \| \| \| \| \| 11. Leonor Edmunda de Sajonia-Eisenach \| \| \| \| \| \| \| \| \| \| \| \| \| \| \| \| \| \| \| \| \| \| \| \| \| \| \| \| \| \| \| \| \| \| \| \| \| \| \| \| \| \| \| \| \| \| \| \| \| \| \| \| \| \| 23. Johannetta de Sayn-Wittgenstein \| \| \| \| \| \| \| \| \| \| \| \| \| \| \| \| \| \| \| \| \| \| \| \| \| \| \| \| \| \| \| \| \| \| \| \| \| \| \| \| \| \| \| \| \| \| \| \| \| \| \| \| \| \| 1. Jorge III de Reino Unido \| \| \| \| \| \| \| \| \| \| \| \| \| \| \| \| \| \| \| \| \| \| \| \| \| \| \| \| \| \| \| \| \| \| \| \| \| \| \| \| \| \| \| \| \| \| \| \| \| \| \| \| \| \| 24. Ernesto I de Sajonia-Gotha-Altenburgo \| \| \| \| \| \| \| \| \| \| \| \| \| \| \| \| \| \| \| \| \| \| \| \| \| \| \| \| \| \| \| \| \| \| \| \| \| \| \| \| \| \| \| \| \| \| \| \| \| \| \| \| \| \| 12. Federico I de Sajonia-Gotha-Altenburgo \| \| \| \| \| \| \| \| \| \| \| \| \| \| \| \| \| \| \| \| \| \| \| \| \| \| \| \| \| \| \| \| \| \| \| \| \| \| \| \| \| \| \| \| \| \| \| \| \| \| \| \| \| \| 25. Isabel Sofía de Sajonia-Altenburgo \| \| \| \| \| \| \| \| \| \| \| \| \| \| \| \| \| \| \| \| \| \| \| \| \| \| \| \| \| \| \| \| \| \| \| \| \| \| \| \| \| \| \| \| \| \| \| \| \| \| \| \| \| \| 6. Federico II de Sajonia-Gotha-Altenburgo \| \| \| \| \| \| \| \| \| \| \| \| \| \| \| \| \| \| \| \| \| \| \| \| \| \| \| \| \| \| \| \| \| \| \| \| \| \| \| \| \| \| \| \| \| \| \| \| \| \| \| \| \| \| 26. Augusto de Sajonia-Weissenfels (=30) \| \| \| \| \| \| \| \| \| \| \| \| \| \| \| \| \| \| \| \| \| \| \| \| \| \| \| \| \| \| \| \| \| \| \| \| \| \| \| \| \| \| \| \| \| \| \| \| \| \| \| \| \| \| 13. Magdalena Sibila de Sajonia-Weissenfels \| \| \| \| \| \| \| \| \| \| \| \| \| \| \| \| \| \| \| \| \| \| \| \| \| \| \| \| \| \| \| \| \| \| \| \| \| \| \| \| \| \| \| \| \| \| \| \| \| \| \| \| \| \| 27. Ana María de Mecklemburgo-Schwerin (=31) \| \| \| \| \| \| \| \| \| \| \| \| \| \| \| \| \| \| \| \| \| \| \| \| \| \| \| \| \| \| \| \| \| \| \| \| \| \| \| \| \| \| \| \| \| \| \| \| \| \| \| \| \| \| 3. Augusta de Sajonia-Gotha \| \| \| \| \| \| \| \| \| \| \| \| \| \| \| \| \| \| \| \| \| \| \| \| \| \| \| \| \| \| \| \| \| \| \| \| \| \| \| \| \| \| \| \| \| \| \| \| \| \| \| \| \| \| 28. Juan VI de Anhalt-Zerbst \| \| \| \| \| \| \| \| \| \| \| \| \| \| \| \| \| \| \| \| \| \| \| \| \| \| \| \| \| \| \| \| \| \| \| \| \| \| \| \| \| \| \| \| \| \| \| \| \| \| \| \| \| \| 14. Carlos Guillermo de Anhalt-Zerbst \| \| \| \| \| \| \| \| \| \| \| \| \| \| \| \| \| \| \| \| \| \| \| \| \| \| \| \| \| \| \| \| \| \| \| \| \| \| \| \| \| \| \| \| \| \| \| \| \| \| \| \| \| \| 29. Sofía Augusta de Holstein-Gottorp \| \| \| \| \| \| \| \| \| \| \| \| \| \| \| \| \| \| \| \| \| \| \| \| \| \| \| \| \| \| \| \| \| \| \| \| \| \| \| \| \| \| \| \| \| \| \| \| \| \| \| \| \| \| 7. Magdalena Augusta de Anhalt-Zerbst \| \| \| \| \| \| \| \| \| \| \| \| \| \| \| \| \| \| \| \| \| \| \| \| \| \| \| \| \| \| \| \| \| \| \| \| \| \| \| \| \| \| \| \| \| \| \| \| \| \| \| \| \| \| 30. Augusto de Sajonia-Weissenfels (=26) \| \| \| \| \| \| \| \| \| \| \| \| \| \| \| \| \| \| \| \| \| \| \| \| \| \| \| \| \| \| \| \| \| \| \| \| \| \| \| \| \| \| \| \| \| \| \| \| \| \| \| \| \| \| 15. Sofía de Sajonia-Weissenfels \| \| \| \| \| \| \| \| \| \| \| \| \| \| \| \| \| \| \| \| \| \| \| \| \| \| \| \| \| \| \| \| \| \| \| \| \| \| \| \| \| \| \| \| \| \| \| \| \| \| \| \| \| \| 31. Ana María de Mecklemburgo-Schwerin (=27) \| \| \| \| \| \| \| \| \| \| \| \| \| \| \| \| \| \| \| \| \| \| \| \| \| \| \| \| \| \| \| \| \| \| \| \| \| \| \| \| \| \| \| \| \| \| \| \| \| \| \| \| |                                              |  |  |  |  |  |  |  |  |  |  |  |  |  |  |  |
| |                                              |  |  |  |  |  |  |  |  |  |  |  |  |  |  |  |
| | 16. Ernesto Augusto de Brunswick-Luneburgo   |  |  |  |  |  |  |  |  |  |  |  |  |  |  |  |
| |                                              |  |  |  |  |  |  |  |  |  |  |  |  |  |  |  |
| |                                              |  |  |  |  |  |  |  |  |  |  |  |  |  |  |  |
| | 8. Jorge I de Gran Bretaña                   |  |  |  |  |  |  |  |  |  |  |  |  |  |  |  |
| |                                              |  |  |  |  |  |  |  |  |  |  |  |  |  |  |  |
| |                                              |  |  |  |  |  |  |  |  |  |  |  |  |  |  |  |
| | 17. Sofía de Wittelsbach                     |  |  |  |  |  |  |  |  |  |  |  |  |  |  |  |
| |                                              |  |  |  |  |  |  |  |  |  |  |  |  |  |  |  |
| |                                              |  |  |  |  |  |  |  |  |  |  |  |  |  |  |  |
| | 4. Jorge II de Gran Bretaña                  |  |  |  |  |  |  |  |  |  |  |  |  |  |  |  |
| |                                              |  |  |  |  |  |  |  |  |  |  |  |  |  |  |  |
| |                                              |  |  |  |  |  |  |  |  |  |  |  |  |  |  |  |
| | 18. Jorge Guillermo de Brunswick-Luneburgo   |  |  |  |  |  |  |  |  |  |  |  |  |  |  |  |
| |                                              |  |  |  |  |  |  |  |  |  |  |  |  |  |  |  |
| |                                              |  |  |  |  |  |  |  |  |  |  |  |  |  |  |  |
| | 9. Sofía Dorotea de Brunswick-Luneburgo      |  |  |  |  |  |  |  |  |  |  |  |  |  |  |  |
| |                                              |  |  |  |  |  |  |  |  |  |  |  |  |  |  |  |
| |                                              |  |  |  |  |  |  |  |  |  |  |  |  |  |  |  |
| | 19. Leonor Desmier d'Olbreuse                |  |  |  |  |  |  |  |  |  |  |  |  |  |  |  |
| |                                              |  |  |  |  |  |  |  |  |  |  |  |  |  |  |  |
| |                                              |  |  |  |  |  |  |  |  |  |  |  |  |  |  |  |
| | 2. Federico Luis de Gran Bretaña             |  |  |  |  |  |  |  |  |  |  |  |  |  |  |  |
| |                                              |  |  |  |  |  |  |  |  |  |  |  |  |  |  |  |
| |                                              |  |  |  |  |  |  |  |  |  |  |  |  |  |  |  |
| | 20. Alberto II de Brandeburgo-Ansbach        |  |  |  |  |  |  |  |  |  |  |  |  |  |  |  |
| |                                              |  |  |  |  |  |  |  |  |  |  |  |  |  |  |  |
| |                                              |  |  |  |  |  |  |  |  |  |  |  |  |  |  |  |
| | 10. Juan Federico de Brandeburgo-Ansbach     |  |  |  |  |  |  |  |  |  |  |  |  |  |  |  |
| |                                              |  |  |  |  |  |  |  |  |  |  |  |  |  |  |  |
| |                                              |  |  |  |  |  |  |  |  |  |  |  |  |  |  |  |
| | 21. Sofía Margarita de Oettingen-Oettingen   |  |  |  |  |  |  |  |  |  |  |  |  |  |  |  |
| |                                              |  |  |  |  |  |  |  |  |  |  |  |  |  |  |  |
| |                                              |  |  |  |  |  |  |  |  |  |  |  |  |  |  |  |
| | 5. Carolina de Brandeburgo-Ansbach           |  |  |  |  |  |  |  |  |  |  |  |  |  |  |  |
| |                                              |  |  |  |  |  |  |  |  |  |  |  |  |  |  |  |
| |                                              |  |  |  |  |  |  |  |  |  |  |  |  |  |  |  |
| | 22. Juan Jorge I de Sajonia-Eisenach         |  |  |  |  |  |  |  |  |  |  |  |  |  |  |  |
| |                                              |  |  |  |  |  |  |  |  |  |  |  |  |  |  |  |
| |                                              |  |  |  |  |  |  |  |  |  |  |  |  |  |  |  |
| | 11. Leonor Edmunda de Sajonia-Eisenach       |  |  |  |  |  |  |  |  |  |  |  |  |  |  |  |
| |                                              |  |  |  |  |  |  |  |  |  |  |  |  |  |  |  |
| |                                              |  |  |  |  |  |  |  |  |  |  |  |  |  |  |  |
| | 23. Johannetta de Sayn-Wittgenstein          |  |  |  |  |  |  |  |  |  |  |  |  |  |  |  |
| |                                              |  |  |  |  |  |  |  |  |  |  |  |  |  |  |  |
| |                                              |  |  |  |  |  |  |  |  |  |  |  |  |  |  |  |
| | 1. Jorge III de Reino Unido                  |  |  |  |  |  |  |  |  |  |  |  |  |  |  |  |
| |                                              |  |  |  |  |  |  |  |  |  |  |  |  |  |  |  |
| |                                              |  |  |  |  |  |  |  |  |  |  |  |  |  |  |  |
| | 24. Ernesto I de Sajonia-Gotha-Altenburgo    |  |  |  |  |  |  |  |  |  |  |  |  |  |  |  |
| |                                              |  |  |  |  |  |  |  |  |  |  |  |  |  |  |  |
| |                                              |  |  |  |  |  |  |  |  |  |  |  |  |  |  |  |
| | 12. Federico I de Sajonia-Gotha-Altenburgo   |  |  |  |  |  |  |  |  |  |  |  |  |  |  |  |
| |                                              |  |  |  |  |  |  |  |  |  |  |  |  |  |  |  |
| |                                              |  |  |  |  |  |  |  |  |  |  |  |  |  |  |  |
| | 25. Isabel Sofía de Sajonia-Altenburgo       |  |  |  |  |  |  |  |  |  |  |  |  |  |  |  |
| |                                              |  |  |  |  |  |  |  |  |  |  |  |  |  |  |  |
| |                                              |  |  |  |  |  |  |  |  |  |  |  |  |  |  |  |
| | 6. Federico II de Sajonia-Gotha-Altenburgo   |  |  |  |  |  |  |  |  |  |  |  |  |  |  |  |
| |                                              |  |  |  |  |  |  |  |  |  |  |  |  |  |  |  |
| |                                              |  |  |  |  |  |  |  |  |  |  |  |  |  |  |  |
| | 26. Augusto de Sajonia-Weissenfels (=30)     |  |  |  |  |  |  |  |  |  |  |  |  |  |  |  |
| |                                              |  |  |  |  |  |  |  |  |  |  |  |  |  |  |  |
| |                                              |  |  |  |  |  |  |  |  |  |  |  |  |  |  |  |
| | 13. Magdalena Sibila de Sajonia-Weissenfels  |  |  |  |  |  |  |  |  |  |  |  |  |  |  |  |
| |                                              |  |  |  |  |  |  |  |  |  |  |  |  |  |  |  |
| |                                              |  |  |  |  |  |  |  |  |  |  |  |  |  |  |  |
| | 27. Ana María de Mecklemburgo-Schwerin (=31) |  |  |  |  |  |  |  |  |  |  |  |  |  |  |  |
| |                                              |  |  |  |  |  |  |  |  |  |  |  |  |  |  |  |
| |                                              |  |  |  |  |  |  |  |  |  |  |  |  |  |  |  |
| | 3. Augusta de Sajonia-Gotha                  |  |  |  |  |  |  |  |  |  |  |  |  |  |  |  |
| |                                              |  |  |  |  |  |  |  |  |  |  |  |  |  |  |  |
| |                                              |  |  |  |  |  |  |  |  |  |  |  |  |  |  |  |
| | 28. Juan VI de Anhalt-Zerbst                 |  |  |  |  |  |  |  |  |  |  |  |  |  |  |  |
| |                                              |  |  |  |  |  |  |  |  |  |  |  |  |  |  |  |
| |                                              |  |  |  |  |  |  |  |  |  |  |  |  |  |  |  |
| | 14. Carlos Guillermo de Anhalt-Zerbst        |  |  |  |  |  |  |  |  |  |  |  |  |  |  |  |
| |                                              |  |  |  |  |  |  |  |  |  |  |  |  |  |  |  |
| |                                              |  |  |  |  |  |  |  |  |  |  |  |  |  |  |  |
| | 29. Sofía Augusta de Holstein-Gottorp        |  |  |  |  |  |  |  |  |  |  |  |  |  |  |  |
| |                                              |  |  |  |  |  |  |  |  |  |  |  |  |  |  |  |
| |                                              |  |  |  |  |  |  |  |  |  |  |  |  |  |  |  |
| | 7. Magdalena Augusta de Anhalt-Zerbst        |  |  |  |  |  |  |  |  |  |  |  |  |  |  |  |
| |                                              |  |  |  |  |  |  |  |  |  |  |  |  |  |  |  |
| |                                              |  |  |  |  |  |  |  |  |  |  |  |  |  |  |  |
| | 30. Augusto de Sajonia-Weissenfels (=26)     |  |  |  |  |  |  |  |  |  |  |  |  |  |  |  |
| |                                              |  |  |  |  |  |  |  |  |  |  |  |  |  |  |  |
| |                                              |  |  |  |  |  |  |  |  |  |  |  |  |  |  |  |
| | 15. Sofía de Sajonia-Weissenfels             |  |  |  |  |  |  |  |  |  |  |  |  |  |  |  |
| |                                              |  |  |  |  |  |  |  |  |  |  |  |  |  |  |  |
| |                                              |  |  |  |  |  |  |  |  |  |  |  |  |  |  |  |
| | 31. Ana María de Mecklemburgo-Schwerin (=27) |  |  |  |  |  |  |  |  |  |  |  |  |  |  |  |
| |                                              |  |  |  |  |  |  |  |  |  |  |  |  |  |  |  |
| |                                              |  |  |  |  |  |  |  |  |  |  |  |  |  |  |  |